# Kevin Dobson
Kevin Patrick Dobson (Jackson Heights, 18 marzo 1943 – Stockton, 6 settembre 2020) è stato un attore statunitense noto per il ruolo del detective Bobby Crocker nella serie Kojak e di Patrick "Mack" Mackenzie nelle serie California.

## Biografia
Nato da una famiglia di origini irlandesi. Dobson sposò la moglie, Susan, nel 1968. Ebbero tre figli: Mariah, Patrick e Sean. Fu il presidente del United Veterans Council of San Joaquin County (UVCSJC). Dobson muore di una malattia autoimmune il 6 settembre 2020, a Stockton (California) a 77 anni.

## Filmografia parziale

### Cinema
- Una squillo per l'ispettore Klute (Klute), regia di Alan J. Pakula (1971)
- La battaglia di Midway (Midway), regia di Jack Smight (1976)
- Tutta una notte (All Night Long), regia di Jean-Claude Tramont (1981)
- Atterraggio d'emergenza (Crash Landing), regia di Jim Wynorski (2005)
- 1408, regia di Mikael Håfström (2007)

### Televisione
- Una vita da vivere (One Life to Live) – serie TV (1968)
- The Doctors – serie TV, 9 episodi (1969-1971)
- Mod Squad, i ragazzi di Greer (The Mod Squad) – serie TV, un episodio (1971)
- A tutte le auto della polizia (The Rookies) – serie TV, un episodio (1972)
- Squadra emergenza (Emergency!) – serie TV, un episodio (1972)
- Ironside – serie TV, un episodio (1972)
- Cannon – serie TV, un episodio (1972)
- Kojak – serie TV, 117 episodi (1973-1978)
- Sulle strade della California (Police Story) – serie TV, un episodio (1973)
- Shannon – serie TV, 9 episodi (1981-1982)
- California (Knots Landing) – serie TV, 291 episodi (1982-1983)
- CBS Schoolbreak Special – serie TV, un episodio (1982)
- Il brivido dell'imprevisto (Tales of the Unexpected) – serie TV, un episodio (1984)
- Bugie e verità (A House of Secrets of Lies), regia di Paul Schneider – film TV (1992)
- La legge di Burke (Burke's Law) – serie TV, un episodio (1994)
- Il tocco di un angelo (Touched by an Angel) – serie TV, un episodio (1994)
- Il commissario Scali (The Commish) – serie TV, un episodio (1994)
- F/X (F/X: The Series) – serie TV, 22 episodi (1996-1997)
- Ultime dal cielo (Early Edition) – serie TV, un episodio (1997)
- Nash Bridges – serie TV, un episodio (2000)
- Liddy, faccia d'angelo (She's No Angel), regia di Rachel Feldman – film TV (2002)
- Beautiful (The Bold and the Beautiful) – serie TV, 13 episodi (2006-2007)
- Il tempo della nostra vita (Days of Our Lives) – serie TV, 15 episodi (2008)
- Cold Case - Delitti irrisolti (Cold Case) – serie TV, un episodio (2008)
- CSI - Scena del crimine (CSI: Crime Scene Investigation) – serie TV, un episodio (2012)
- Hawaii Five-0 – serie TV, un episodio (2012)
- House of Lies – serie TV, 4 episodi (2012)
- Anger Management – serie TV, un episodio (2014)

## Doppiatori italiani
Nelle versioni in italiano delle opere in cui ha recitato, Kevin Dobson è stato doppiato da:
- Luigi La Monica in California (1ª voce), F/X, Cold Case - Delitti irrisolti
- Antonio Colonnello in Kojak
- Raffaele Uzzi in California (2ª voce)
- Massimo Lodolo in Tutta una notte
- Luca Ward in Bugie e verità
- Gianni Quillico in Una gorilla da salvare
- Saverio Moriones in Liddy, faccia d'angelo
- Vittorio Di Prima in Atterraggio d'emergenza
- Vittorio Congia in Beautiful (1ª voce)
- Toni Orlandi in CSI - Scena del crimine
- Michele Kalamera in Hawaii Five-0
- Massimiliano Lotti in Anger Management